# Progon homoseksualaca u nacističkoj Njemačkoj i holokaustu
Progon homoseksualaca u nacističkoj Njemačkoj i holokaustu počinje 1933. godine kada je vlast u Njemačkoj osvojila nacistička stranka.
Među mnogim skupinama koje je proganjala nacistička vlast nalazili su se i homoseksualci te u nešto manjoj mjeri lezbijke. Odmah po dolasku Adolfa Hitlera na vlast 1933. godine organizacije homoseksualaca su zabranjene, znanstvene knjige o homoseksualnosti i seksualnosti spaljene, a homoseksualci u nacističkoj stranci (NSDAP) ubijeni. Gestapo je između ostalog bio zadužen i za sastavljanje popisa homoseksualaca.
Između 1933. i 1945. uhićeno je oko 100 000 homoseksualaca, a oko 50 000 poslano je u zatvore. Većina je služila kaznu u redovnim zatvorima, a procjenjuje se da je 5000 do 15 000 poslano u koncentracijske logore.
Poslije 2. svjetskog rata stradanja homoseksualaca u koncentracijskim logorima nisu se priznavala. Kako je "članak 175." ukinut tek nekoliko desetljeća poslije, mnogi su homoseksualci ponovno uhićeni i zatvoreni na temelju dokaza koje je prikupila nacistička vlast. Tek je 2002. godine Bundestag usvojio zakon kojim su pomilovani svi homoseksualci osuđeni u nacističkoj Njemačkoj.

## Prije Trećeg Reicha
Njemačku se može smatrati kolijevkom LGBT-ovskog pokreta. Sredinom 19. stoljeća Karl Heinrich Ulrichs počeo se javno zalagati za prava homoseksualaca. Adolf Brand pokrenuo je 1896. godine prvi gejski časopis u svijetu, Der Eigene, koji je izlazio do 1933. godine. U Berlinu je 1897. godine osnovan Znanstveno-humanitarni komitet (njem. Wissenschaftlich-humanitäres Komitee), organizacija koja se zalagala za društveno prihvaćanje gejeva, lezbijki i transrodnih osoba, prva te vrste u svijetu. Njezin osnivač Magnus Hirschfeld osnovao je 1919. Institut za seksualne znanosti (njem. Institut für Sexualwissenschaft). Institut je između ostalog imao i veliku knjižnicu s literaturom o homoseksualnosti koja je spaljena 1933. godine. U Berlinu je od 1924. godine izlazio i popularni lezbijski časopis Die Freundin. U to vrijeme snimali su se i prvi filmovi s homoseksualnom tematikom poput Anders als die andern iz 1919. i Mädchen in Uniform iz 1931. godine.
Tijekom 1920-ih jedan od bliskih Hitlerovih suradnika Ernst Röhm, vođa Sturmabteilunga (SA), bio je manje ili više otvoren po pitanju svoje homoseksualnosti.

## Dolazak nacista na vlast
Hitlerovim dolaskom na vlast 1933. godine položaj LGBT-ovaca bitno se mijenja. Homoseksualnost se nije uklapala u ideologiju nacionalsocijalizma jer lezbijke i gejevi ne sudjeluju u reprodukciji i uvećanju njemačke "više rase". Klubovi u Berlinu su zatvoreni, a aktivnost organizacija LGBT-a i časopisi su zabranjeni. Kurt Hiller, voditelj Hirschfeldova Znanstveno-humanitarnog komiteta, bio je uhićen i poslan u koncentracijski logor. Dana 6. svibnja iste godine grupa studenata opustošila je Institut za seksualne znanosti i njegovu međunarodno poznatu knjižnicu koja je brojila oko 12 000 knjiga i 35 000 fotografija. Četiri dana poslije, kao dio zloglasne kampanje spaljivanja knjiga, oko 20.000 knjiga i časopisa spaljeno je na berlinskom Opernplatzu. Gestapo je 1934. godine od svih policijskih postaja u zemlji tražio popis "svih koji su homoseksualno aktivni na bilo koji način", a samo je berlinska policija sastavila popis od oko 30 000 homoseksualaca. Časopis SS-a Das Schwarze Korps zahtijevao je smrtnu kaznu za homoseksualce.
Hitler je u početku štitio Röhma od drugih članova NSDAP-a, ali kada mu je zasmetao u ostvarenju političkih planova, odlučio ga je ukloniti. U Noći dugih noževa Röhm je uhićen, a tri dana poslije i pogubljen. Röhmova smrt poslužila je kao izgovor za pojačani progon homoseksualaca.

## Progoni
Nakon Röhmova ubojstva započela je jaka kampanja protiv homoseksualaca. Sljedeće je godine revidiran "članak 175." dajući pravnu osnovu progonu homoseksualaca. Heinrich Himmler, zapovjednik SS-a, osnovao je 1936. godine "Središnji ured Reicha za borbu protiv homoseksualnosti i abortusa" (njem. Reichszentrale zur Bekämpfung der Homosexualität und Abtreibung), koji je vodio Josef Meisinger. Himmler je smatrao da homoseksualnost ugrožava produktivnost zemlje i muževni karakter njemačkog naroda. Označeni kao "antisocijalni paraziti" i "neprijatelji države", gejevi su optuženi da remete javni moral i da ugrožavaju stopu nataliteta. Nacisti su bili spremni prihvatiti "bivše homoseksualce" u "rasnu zajednicu" pod uvjetom da postanu "svjesni rase" i odustanu od svog stila života. Oni koji se nisu uspjeli "promijeniti", odnosno uklopiti u nacističke standarde, poslani su u koncentracijske logore. Između 1933. i 1945. uhićeno je oko 100 000 gejeva, a oko 50 000 poslano je u zatvore. Stotine europskih gejeva koji su živjeli pod njemačkom okupacijom bilo je kastrirano po sudskoj odluci.
Za razliku od gejeva lezbijke nisu bile sustavno proganjane. Jedan od razloga leži u činjenici da je hipermaskulinizirano nacističko društvo bilo obilježeno mizoginijom. Za naciste žene su bile inferiorne i po prirodi ovisne o muškarcima. Žene su u nacističkoj viziji bile supruge i majke, pa se lezbijke nisu smatrale državnim i društvenim problemom dok god su mogle izvršavati glavnu dužnost njemačke žene, a to je da budu majke što većem broju "arijske" djece i tako služe državi. "članak 175." nije uključivao lezbijske odnose, iako su nacisti i o tome razmišljali. Međutim, za Himmlera, žene nisu bile nikakva prijetnja njegovoj "muževnoj državi" (njem. Mannerstaadt) jer im je bilo onemogućeno pristupiti visokim partijskim pozicijama pa nisu mogle predstavljati nikakvu "lezbijsku prijetnju". Označene kao "asocijalne", tj. kao one koje se ne uklapaju u nacističke norme, lezbijke su mogle biti uhićene i poslane u logore, iako ih je malo zatvoreno isključivo na temelju homoseksualnosti niti su u logorima bile označene ružičastim trokutom rezerviranim za muškarce.

## Koncentracijski logori
Procjene broja gejeva koji su poslani u koncentracijske logore kreću se od 5000 do 15 000, od kojih su mnogi umrli. Kao najmanja "posebna" skupina označena ružičastim trokutom gejevi su imali izuzetno loš tretman u logorima, a procjenjuje se da ih je 55 % umrlo. Suočavali su se ne samo s čuvarima, već i s izopćenjem od drugih zatvorenika i često su bili prebijani do smrti. Za razliku od Židova i Roma nacisti nisu namjeravali istrijebiti homoseksualce, već ih "preodgojiti", pa su zato dobivali teže i opasnije poslove od drugih nežidovskih zatvorenika. Jedna od metoda "preodgoja" bila je i slanje u logorski bordel, gdje su nerijetko kao prostitutke bile prisiljene "raditi" i lezbijke. Rudolf Höss, zapovjednik Sachsenhausena, a poslije i Auschwitza, napisao je u svojim memoarima da su homoseksualci bili odvojeni od drugih zatvorenika da bi se spriječilo širenje homoseksualnosti među drugim zatvorenicima i čuvarima te da im je nametnuo takav režim da je malo tko preživio. U ljeto 1940. godine Himmler je naredio da se homoseksualni muškarci pošalju u logore odmah po odsluženju zatvorske kazne, a ova "preventivna kazna" mogla se skratiti ako bi osoba pristala na kastraciju. Od 1942. godine kastracija se mogla provesti na zapovijed suda ili zapovjednika logora. Kao i drugi zatvorenici gejevi su bili žrtve medicinskih eksperimenata u kojima se tražio "lijek" za homoseksualnost.

## Nakon rata
Homoseksualnim zatvorenicima u koncentracijskim logorima u početku nije priznat status žrtava nacističkog progona. Odštete i državne mirovine nisu se davale gejevima, koji su i dalje smatrani kriminalcima jer je "članak 175." iz 1935. godine ostao na snazi u Zapadnoj Njemačkoj do 1969. godine, a ukinut je tek četiri godine nakon ujedinjenja Njemačke 11. lipnja 1994. godine. Tijekom nirnberškog procesa "članak 175." i progoni homoseksualaca nisu spomenuti, a istraživači i muzeji ignorirali su sudbinu homoseksualnih zatvorenika. Tijekom savezničke uprave neki su homoseksualci morali odslužiti svoje zatvorske kazne bez obzira na vrijeme provedeno u logorima. Federalni ustavni sud (njem. Bundesverfassungsgericht, BVerfG) u Karlsruheu presudio je 10. svibnja 1957. godine da je izmijenjena verzija "članka 175." njemačkog kaznenog zakona iz 1935. ustavna jer "nije zadirala u slobodan razvoj osobnosti" te da "ne sadrži obilježja nacionalsocijalizma". Nadalje, sud je utvrdio da je osnovno opravdanje zakona to da su homoseksualci "neupitno uvrijedili moralne osjećaje njemačkog naroda" i preporučio je da se maksimalna kazna udvostruči.
Povjesničari su se tek 1970-ih i 1980-ih godina počeli baviti ovim pitanjem. Na komemoraciji održanoj prilikom 40. obljetnice završetka rata tadašnji predsjednik SR Njemačke Richard von Weizsäcker prvi put je javno spomenuo progone homoseksualaca. Pedeset sedam godina poslije završetka rata Bundestag je usvojio zakon kojim su pomilovani svi homoseksualci osuđeni u nacističkoj Njemačkoj.
Europski parlament donio je 2005. godine, na 60. obljetnicu oslobođenja Auschwitza, rezoluciju u kojoj između ostalog stoji:
"...27. siječnja 2005. godine, šezdeseta obljetnica oslobođenja njemačkog nacističkog logora smrti Auschwitz-Birkenau, gdje je ubijeno 1,5 milijun Židova, Roma, Poljaka, Rusa i zatvorenika raznih drugih nacionalnosti i homoseksualaca, nije samo glavni povod za europske građane da se sjete i osude ogroman užas i tragediju holokausta nego i da se obračunaju s uznemirujućim porastom antisemitizma, a posebno antisemitskih incidenata u Europi te da iznova nauče šire lekcije o opasnostima žrtvovanja ljudi na temelju rase, etničkog porijekla, religije, društvenog statusa, politike ili seksualne orijentacije...."
Rudolf Brazda, za kojeg se vjeruje da je posljednja preživjela osoba koja je poslana u logor zbog homoseksualnosti, umro je u Francuskoj u kolovozu 2011. u dobi od 98 godina. Brazda je poslan u Buchenwald u kolovozu 1942. i ondje je bio do oslobođenja 1945. godine. Nakon rata preselio se u Francusku, gdje je odlikovan Legijom časti.

## Spomenici
Prva spomen-ploča u obliku trokuta s natpisom "Ubijeni. Ušutkani. Homoseksualnim žrtvama nacionalsocijalizma." postavljena je 1984. godine u Mauthausenu. Od tada su spomen-ploče postavljene i u logorima Neuengammeu, Dachauu, Sachsenhausenu, San Sabbi i Buchenwaldu. Osim njih spomen-ploče i spomenici postavljeni su i na drugim mjestima, npr. ploča na Nollendorfplatzu u Berlinu, Homomonument u Amsterdamu, Anđeo u Frankfurtu, Spomenik gejskim i lezbijskim žrtvama nacionalsocijalizma u Kölnu, Spomenik homoseksualnim osobama progonjenima od nacista u Berlinu. Slični spomenici postavljeni su i u Barceloni, Tel Avivu, San Franciscu, Sydneyju, Montevideu i dr.
- spomen-ploča u koncentracijskom logoru Mauthausenu
- spomen-ploča u koncentracijskom logoru Buchenwaldu
- spomen-ploča u koncentracijskom logoru Rižarni San Sabba
- spomen-ploča u koncentracijskom logoru Sachsenhausenu
- Anđeo u Frankfurtu
- Homomonument u Amsterdamu
- spomenik u Sydneyju

## Više informacija
- članak 175.
- Članak 175. (film)
- Ernst Röhm
- Rudolf Brazda
- Gad Beck
- Pierre Seel
- obilježavanje zatvorenika u koncentracijskim logorima nacističke Njemačke
- ružičasti trokut
- crni trokut

## Vanjske poveznice
- Nacistički progoni homoseksualaca (Američki memorijalni muzej holokausta) (engl.)
- Izložba "Nacistički progon homoseksualaca 1933.-1945." (engl.)
- Nežidovske žrtve progona u nacističkoj Njemačkoj  Arhivirana inačica izvorne stranice od 21. rujna 2013. (Wayback Machine) (Yad Vashem) (engl.)
- Spomenik homoseksualnim osobama progonjenima od nacista (službena stranica njemačkog državnog memorijalnog centra) (njem.)
- Homomonument  Arhivirana inačica izvorne stranice od 12. siječnja 2014. (Wayback Machine) u Amsterdamu (nizoz.)
- Muškarci s ružičastim trokutom (njem.)
- Pierre Seel - svjedočanstvo geja koji je preživio holokaust (engl.)
- Paragraph 175 na IMDb (dokumentarni film iz 2000.) (engl.)
- Il rosa nudo na IMDb  (film iz 2013., snimljen prema autobiografiji Pierrea Seela) (engl.)